# ناحیه هاروود، شهرستان شمپین، ایلینوی
ناحیه هاروود، شهرستان شمپین، ایلینوی (به انگلیسی: Harwood Township) یک منطقهٔ مسکونی در ایالات متحده آمریکا است که در شهرستان شمپین، ایلینوی واقع شده‌است. ناحیه هاروود ۶۲۳ نفر جمعیت دارد و ۲۳۰ متر بالاتر از سطح دریا واقع شده‌است.